# Saison NBA 1958-1959
Navigation
Saison 1957-1958 Saison 1959-1960
La saison NBA 1958-1959 est la 10e saison de la NBA (la 13e en comptant les trois saisons de BAA). Elle se termine sur la victoire des Celtics de Boston face aux Minneapolis Lakers 4 matches à 0.

## Faits notables
- Le NBA All-Star Game est joué à Détroit. L'Ouest bat l'Est 124-108. Bob Pettit des St. Louis Hawks et Elgin Baylor des Minneapolis Lakers sont tous deux nommés Most Valuable Player de la rencontre.
- Bill Russell devient le premier joueur de l'histoire de la NBA à compter trois titres de meilleur rebondeur consécutifs.
- Bob Pettit devient le premier joueur à remporter un deuxième titre de Most Valuable Player.

## Classement final
| Champion de division | Qualifié pour les playoffs | Éliminé des playoffs |

| Division Est             | V  | D  | PCT  | GB |
| ------------------------ | -- | -- | ---- | -- |
| Celtics de Boston        | 52 | 20 | .722 | -  |
| Knicks de New York       | 40 | 32 | .556 | 12 |
| Nationals de Syracuse    | 35 | 37 | .486 | 17 |
| Warriors de Philadelphie | 32 | 40 | .444 | 20 |

| Division Ouest        | V  | D  | PCT  | GB |
| --------------------- | -- | -- | ---- | -- |
| Hawks de Saint-Louis  | 49 | 23 | .681 | -  |
| Lakers de Minneapolis | 33 | 39 | .458 | 16 |
| Pistons de Détroit    | 28 | 44 | .389 | 21 |
| Royals de Cincinnati  | 19 | 53 | .264 | 30 |

## Leaders de la saison régulière
| Catégorie            | Joueur       | Franchise          | Stat |
| -------------------- | ------------ | ------------------ | ---- |
| Points par match     | Bob Pettit   | St. Louis Hawks    | 29.2 |
| Rebonds par match    | Bill Russell | Celtics de Boston  | 23.0 |
| Assists par match    | Bob Cousy    | Celtics de Boston  | 8.6  |
| % à 2 points         | Kenny Sears  | Knicks de New York | 49.0 |
| % aux lancers francs | Bill Sharman | Celtics de Boston  | 93.2 |

## Play-offs
|  | Demi-finales de Division | Demi-finales de Division | Demi-finales de Division |                       |   | Finales de Division | Finales de Division | Finales de Division |  |  | Finales NBA | Finales NBA       | Finales NBA |
|  |                          |                          |                          |                       |   |                     |                     |                     |  |  |             |                   |             |
|  |                          |                          |                          |                       |   |                     |                     |                     |  |  |             |                   |             |
|  |                          | 1                        | Celtics de Boston        | 4                     |   |                     |                     |                     |  |  |             |                   |             |
|  | Division Est             | 1                        | Celtics de Boston        | 4                     |   |                     |                     |                     |  |  |             |                   |             |
|  |                          |                          | 3                        | Nationals de Syracuse | 3 |                     |                     |                     |  |  |             |                   |             |
|  | 2                        | Knicks de New York       | 3                        | Nationals de Syracuse | 3 | 0                   |                     |                     |  |  |             |                   |             |
|  | 2                        | Knicks de New York       |                          |                       |   | 0                   |                     |                     |  |  |             |                   |             |
|  | 3                        | Nationals de Syracuse    | 2                        |                       |   |                     |                     |                     |  |  |             |                   |             |
|  |                          |                          |                          |                       |   |                     |                     |                     |  |  | E1          | Celtics de Boston | 4           |
|  |                          |                          | O2                       | Lakers de Minneapolis | 0 |                     |                     |                     |  |  |             |                   |             |
|  |                          |                          |                          |                       |   |                     |                     |                     |  |  |             |                   |             |
|  |                          |                          |                          |                       |   |                     |                     |                     |  |  |             |                   |             |
|  |                          | 1                        | Hawks de Saint-Louis     | 2                     |   |                     |                     |                     |  |  |             |                   |             |
|  | Division Ouest           | 1                        | Hawks de Saint-Louis     | 2                     |   |                     |                     |                     |  |  |             |                   |             |
|  |                          |                          | 2                        | Lakers de Minneapolis | 4 |                     |                     |                     |  |  |             |                   |             |
|  | 2                        | Lakers de Minneapolis    | 2                        | Lakers de Minneapolis | 4 | 2                   |                     |                     |  |  |             |                   |             |
|  | 2                        | Lakers de Minneapolis    |                          |                       |   | 2                   |                     |                     |  |  |             |                   |             |
|  | 3                        | Pistons de Détroit       | 1                        |                       |   |                     |                     |                     |  |  |             |                   |             |

### Demi-finales de Division

#### Division Est
- Syracuse Nationals - Knicks de New York 2-0

#### Division Ouest
- Minneapolis Lakers - Pistons de Détroit 2-1

### Finales de Division

#### Division Est
- Celtics de Boston - Syracuse Nationals 4-3

#### Division Ouest
- Minneapolis Lakers - St. Louis Hawks 4-2

### Finales NBA
- Celtics de Boston - Minneapolis Lakers 4-0

## Récompenses individuelles
- NBA Most Valuable Player : Bob Pettit, St. Louis Hawks
- NBA Rookie of the Year : Elgin Baylor, Minneapolis Lakers

- All-NBA First Team :
  - Bob Cousy, Celtics de Boston
  - Bob Pettit, St. Louis Hawks
  - Bill Sharman, Celtics de Boston
  - Bill Russell, Celtics de Boston
  - Elgin Baylor, Minneapolis Lakers

- All-NBA Second Team :
  - Paul Arizin, Warriors de Philadelphie
  - Dolph Schayes, Syracuse Nationals
  - Richie Guerin, Knicks de New York
  - Slater Martin, St. Louis Hawks
  - Cliff Hagan, St. Louis Hawks